# 16 (Robin Packalen)
16 è il quarto album in studio del cantante finlandese Robin Packalen, pubblicato il 26 settembre 2014.

## Descrizione
L'album, pubblicato dalla Universal Music Group, è entrato nella classifica degli album più venduti nella 40ª settimana, posizionandosi subito alla prima posizione.
Prima della pubblicazione sono stati pubblicati quattro singoli: il primo, Kesärenkaat, è stato pubblicato il 31 maggio 2014 e ha raggiunto la cima della classifica dei brani più venduti, il secondo, Parasta just nyt è stato pubblicato il 15 agosto 2014 e vede la partecipazione del rapper Nikke Ankara, il terzo, Paperilennokki e il quarto, Sua varten, è stato pubblicato nel febbraio 2015.

## Tracce
1. Ihan sama vaikka mokaa – 3:11 (Robin, Jonas Olsson, Pekka Eronen)
2. Parasta just nyt (feat. Nikke Ankara) – 3:34 (Robin, Nikke Ankara, Jimi Constantine, Mikko Tamminen)
3. Sua varten – 3:16 (Jimi Constantine, Tobias Granbacka, Jonas Olsson)
4. Kuvitellaan – 3:28 (Risto Asikainen, Erik Nyholm)
5. Kesärenkaat – 3:04 (Robin, Jarkko Ehnqvist, Jimi Constantine, Kode Koistinen, Ilkka Alanko)
6. Paperilennokki – 3:12 (Thomas Kirjonen, Heidi Maria Paalanen, Leo Salminen, Jaakko Salovaara)
7. Lupaan tulla pelastaa – 3:32 (Robin, Tarmo Keränen, Ressu)
8. Frendikortti – 2:52 (Robin, Thomas Kirjonen, Jonas W. Karlsson)
9. Tää on aitoo – 2:56 (Jonas Olsson, Pekka Eronen)
10. Huudan sun nimee (feat. VilleGalle) – 3:13 (Simo Reunamäki, DJ Street Kobra, VilleGalle)

Bonus track
1. Suolaa ja vettä – 3:32 (Jaakko Salovaara, Kyösti Salokorpi)
2. Tatuoitu – 3:07 (Robin, Nalle Ahlstedt, Jimi Constantine, Heidi Maria Paalanen)

Stadion Deluxe
1. Kaikki OK – 3:35 (Simo Reunamäki, Heidi Maria Paalanen, H-P Siikasaari)
2. Sua varten – 3:17 (Jimi Constantine, Tobias Granbacka, Jonas Olsson)
3. Kipinän hetki (feat. Elastinen) – 3:45 (Robin, Elastinen, Jimi Constantine, Mikko Tamminen)
4. Paperilennokki – 3:13 (Thomas Kirjonen, Heidi Maria Paalanen, Leo Salminen, Jaakko Salovaara)
5. Ihan sama vaikka mokaa – 3:11 (Robin, Jonas Olsson, Pekka Eronen)
6. Tatuoitu – 3:07 (Robin, Nalle Ahlstedt, Jimi Constantine, Heidi Maria Paalanen)
7. Parasta just nyt (feat. Nikke Ankara) – 3:34 (Robin, Nikke Ankara, Jimi Constantine, Mikko Tamminen)
8. Kuvitellaan – 3:29 (Risto Asikainen, Erik Nyholm)
9. Kesärenkaat – 3:05 (Robin, Jarkko Ehnqvist, Jimi Constantine, Kode Koistinen, Ilkka Alanko)
10. Oot mun eka – 3:20 (Simo Reunamäki, Heidi Maria Paalanen)
11. Lupaan tulla pelastaa – 3:32 (Robin, Tarmo Keränen, Ressu)
12. Frendikortti – 2:53 (Robin, Thomas Kirjonen, Jonas W. Karlsson)
13. Tää on aitoo – 2:56 (Jonas Olsson, Pekka Eronen)
14. Huudan sun nimee (feat. VilleGalle) – 3:14 (Simo Reunamäki, DJ Street Kobra, VilleGalle)
15. Suolaa ja vettä – 3:32 (Jaakko Salovaara, Kyösti Salokorpi)

## Classifica
| Classifica | Massima posizione |
| ---------- | ----------------- |
| Finlandia  | 1                 |